# Darlington Dam
Der Darlington Dam (früher Lake Mentz) ist ein Stausee in der südafrikanischen Provinz Ostkap in der Nähe der Stadt Kirkwood. Der Sundays River wurde im Jahr 1922 aufgestaut, um das Flusstal für die landwirtschaftliche Nutzung zu bewässern zu können. Heute kommt das Wasser auch aus dem Gariep Dam. Der See ist 15 Kilometer breit und 14 Kilometer lang.
Namensgeber des Stausees war der Ort Darlington, der bei der Aufstauung überschwemmt wurde. Bis 1995 wurde der See Lake Mentz genannt. Im Jahr 2000 wurde der See zu einem Teil des Addo-Elefanten-Nationalparks.

## Geschichte

### Frühe Bewässerungsprojekte
Erste Gedanken zum Bau einer Bewässerungsanlage machte sich James Somers Kirkwood, ein Auktionator aus Port Elizabeth. Er besuchte das Sundays-River-Tal 1877. Da ihm die Gegend so gut gefiel, kaufte er sich eine Farm und ließ er sich dort nieder. Nach dem Kauf von weiteren Grundstücken – 1883 gehörten ihm 21 Farmen mit insgesamt 29.985 Hektar Land – gründete Kirkwood die Sundays River Land and Irrigation Company, um größere Projekte für die Bewässerung der Gegend durchführen zu können. Allerdings ging Kirkwood bankrott, da er aufgrund einer wirtschaftlichen Depression keine Investoren fand.
1887 übernahm die Guardian Assurance and Trust Company aus Port Elizabeth Kirkwoods Anwesen und 1903 an Strathsomers Estate Company weiterverkauft. 1909 begutachtete Strathsomers Estate bei Korhaan’s Drift das Gelände an dem das Bewässerungsprojekt geplant war. Das Vorhaben beinhaltete den Bau eines Umleitungswehrs. Allerdings wurde das Projekt durch einen Prozess verschoben. Strathsomers Estates Recht auf die Wassernutzung wurde angefochten, bekam aber letzten Endes Recht. 1911 wurde mit den Bauarbeiten für das Koorhan’s-Drift-Wehr begonnen. Im November des folgenden Jahres wurde das Wehr fertiggestellt. Mithilfe des Wehrs konnten über 4000 Hektar Land bewässert werden, somit war es zu dieser Zeit die größte Bewässerungsanlage in Südafrika.

### Planung und Bau
1913 besichtigte der bekannte Autor und Geschäftsmann Percy FitzPatrick die Anlage. Kurz darauf gründete er die Cape Sundays River Settlements Company, da er für den Anbau von Zitrusfrüchten, den er in der Gegend plante, eine dauerhafte Wasserversorgung brauchte. Die Trockenheit in den Jahren 1913 bis 1915 ließ viele Farmer nach neuen Einkommensmöglichkeiten suchen und machte ebenfalls klar, dass Wasser dauerhaft gespeichert werden musste. Eine Flut 1916 verdeutlichte dies noch, da große Wassermengen nicht für die Bewässerung genutzt werden konnten. Daraufhin schlossen sich die bisher konkurrierenden Bewässerungsgesellschaften zusammen und legten der Regierung einen Plan für einen Stausee zur Wasserspeicherung vor. Nachdem die Regierung das Vorhaben genehmigt hatte, wurde das Sundays River Irrigation Board gegründet, dessen einzige Aufgabe der Bau des Stausees war. Der Staat stellte für den Bau des Lake Mentz, wie der See bald nach dem Minister of Lands Hendrik Mentz, genannt wurde, ein Darlehen zur Verfügung. Das Darlehen sollte durch eine Benutzungsgebühr für die Bewässerungskanäle zurückgezahlt werden, die vom Gremium der Bewässerungsgesellaft eingezogen werden sollte.
Bereits Mitte 1917 waren die vorbereitenden Arbeiten fertiggestellt worden und im März 1918 übernahm das Sundays River Irrigation Board die Leitung der Arbeiten vom Bewässerungsministerium, um die Staumauer zu bauen.
Die Gewichtsstaumauer aus Beton sollte ungefähr 300 Meter lang und 25 Meter hoch werden. Sechs hydraulisch gesteuerte Schleusen sollten den Durchfluss regeln. Gefüllt fasste der Stausee über 140 Millionen Kubikmeter Wasser.
Der Bau der Talsperre stellte sich als sehr schwierig heraus. Eine Schwierigkeit bestand darin, dass der nächste Bahnhof 40 Kilometer entfernt lag. Vor Beginn der Bauarbeiten mussten ungefähr 30 Kilometer Straße durch bergiges Land errichtet werden. Zusätzlich wurde auch eine Telegraphenlinie eingerichtet. Diese und die Straße wurden 1918 fertiggestellt. Da der Transport der Baumaterialien mit Hilfe von Eseln durchgeführt wurde und es in der bergigen Landschaft kaum Futter für die Tiere gab, mussten zusätzlich alle 13 Kilometer Zwischenstationen eingerichtet werden, um die Esel mit Trinkwasser zu versorgen. Das Futter musste immer mitgeschleppt werden. Es wurden bis zu 500 Esel und 30 Wagen benutzt. Dabei zogen jeweils 16 Esel einen drei Tonnen schweren Wagen. Durchschnittlich wurde der 30 Kilometer lange Weg (jeweils hin und zurück) zehn Mal im Monat zurückgelegt. Ein weiteres Problem stellte der Erste Weltkrieg dar, der gerade stattfand. Zum einen war es schwierig, Arbeitskräfte zu rekrutieren. Zum anderen war es fast unmöglich, passende Ausrüstung und Maschinen zu bekommen. Deshalb musste oft veraltetes und gebrauchtes Gerät zu überhöhten Preisen eingekauft werden. Die für die Baustelle angeheuerten ehemaligen Soldaten schufen neue Probleme. Sie waren nicht an diese Art und Weise der Arbeit gewöhnt. Außerdem litten viele an Rückfällen der Malaria, die sie sich im Krieg zugezogen hatten. Durch eine Grippeepidemie und die Pest starb ein Großteil der Arbeiter. Eine anschließende Trockenheit verminderte die Wasservorräte, die für die Arbeiter und zum Bauen benötigt wurden. Diese Verzögerungen führten dazu, dass der Staudamm erst 1922 fertiggestellt werden konnte.

### Spätere Veränderungen
Obwohl einige große Schleusen zur Auswaschung gebaut wurden, gab es doch große Probleme mit der Verschlammung durch die im Ostkap weit verbreitete Bodenerosion. Dies führte dazu, dass die Dammmauer 1935 um 1,5 Meter erhöht werden musste. 1951 wurde die Staumauer nochmals um 5,8 Meter aufgestockt. Anschließend wurden bis 1962 70 Kilometer des Hauptkanals und 155 Kilometer der Verteilerkanäle mit Beton ausgekleidet. 1975 wurde der Orange-Fish River Tunnel eingeweiht, über den seither Wasser aus dem Oranje in die Talsperre gelangt.